# Rodolfo Cetoloni

Bischofswappen von Rodolfo Cetoni

Rodolfo Cetoloni OFM (* 3. Januar 1946 in Bucine) ist ein italienischer Ordensgeistlicher und emeritierter römisch-katholischer Bischof von Grosseto.

## Leben
Rodolfo Cetoloni trat der Ordensgemeinschaft der Franziskaner bei und der Bischof von Sanyuan, Ferdinando Fulgencio Pasini OFM, spendete ihm am 26. Juni 1973 die Priesterweihe.
Papst Johannes Paul II. ernannte ihn am 25. März 2000 zum Bischof von Montepulciano-Chiusi-Pienza. Die Bischofsweihe spendete ihm der Erzbischof von Florenz, Silvano Kardinal Piovanelli, am 20. Mai desselben Jahres; Mitkonsekratoren waren Luciano Giovannetti, Bischof von Fiesole, und Alberto Giglioli, Altbischof von Montepulciano-Chiusi-Pienza. Als Wahlspruch wählte er Verbum caro.
Papst Franziskus ernannte Cetoloni am 28. Mai 2013 zum Bischof von Grosseto.
Am 19. Juni 2021 nahm Papst Franziskus seinen altersbedingten Rücktritt an.